# Federação Malaia
A Federação Malaia (em malaio:  Persekutuan Tanah Melayu; Jawi: ڤرسكوتوان تانه ملايو) é uma federação de 11 estados (nove estados malaios e dois dos Estabelecimentos dos Estreitos britânicos: Penão e Malaca), que existiu de 31 de janeiro de 1948 até 16 de setembro de 1963. A Federação tornou-se independente em 31 de agosto de 1957, e em 1963 foi reconstituída como a Malásia, com a adição de Singapura, Bornéu do Norte e Sarauaque. A combinação de estados que antes formavam a Federação Malaia é conhecida atualmente como Malásia Peninsular.

## História
De 1946 a 1948 os 11 estados formaram uma colônia da coroa britânica conhecida como a União Malaia. Devido à oposição dos nacionalistas malaios, a União foi dissolvida e substituída pela Federação Malaia, que restaurou as posições simbólicas dos governantes dos estados malaios.
Dentro da Federação, enquanto os estados malaios eram protetorados do Reino Unido, Penão e Malaca permaneceram territórios coloniais britânicos. Como a União Malaia, anteriormente, a Federação não incluía Singapura, que antes dessa época era geralmente considerada como parte da Malásia.
A Federação alcançou a independência no âmbito da Comunidade das Nações em 31 de agosto de 1957. Em 1963, a Federação foi reconstituída como "Malásia" quando federada com os territórios britânicos de Singapura, Sarauaque, e Bornéu do Norte Britânico (que foi renomeado Sabá); as Filipinas mantiveram uma reivindicação sobre este último território. Singapura separou-se da Malásia para se tornar uma república independente em 9 de agosto de 1965.

## Lista dos estados membros
- Joor
- Quedá
- Kelantan
- Malaca
- Negri Sambilão
- Paão
- Penão
- Peraque
- Perlis
- Selangor
- Terenganu